# Peer Kluge
Peer Kluge (født 22. november 1980 i Frankenberg, Østtyskland) er en tysk tidligere fodboldspiller (midtbane). 
Kluge spillede i en årrække i Bundesligaen, hvor han blandt andet repræsenterede Borussia Mönchengladbach, Schalke 04 og Hertha BSC. Han vandt DFB-Pokalen med klubben i 2011, hvor han startede inde i Schalkes finalesejr på hele 5-0 over MSV Duisburg.

## Titler
DFB-Pokal
- 2011 med Schalke 04

DFL-Supercup
- 2011 med Schalke 04